# Eugen Mühlhauser
Eugen Mühlhauser ist ein bayerischer Bauer aus Hausen bei Garching an der Alz.
Von 1961 bis 1986 war Mühlhauser Ortsobmann des Bayerischen Bauernverbands in Garching a. d. Alz, von 1971 bis 1981 war er zudem Stellvertretender Kreisobmann im Kreisverband Altötting.
Zwischen 1970 und 1983 war Mühlhauser Vorstand des örtlichen Maschinenrings. Ein Maschinenring ist eine bäuerliche Selbsthilfeorganisation. Ab 1968 war er als Hagelschätzer, ab 1973 als Flurschadenschätzer tätig. Mühlhauser war zweimal Mitglied des Garchinger Gemeinderates: zum ersten Mal von 1966 bis 1972 und dann wieder von 1978 bis 1990. Außerdem diente er bis 1997 fast 25 Jahre als ehrenamtlicher Richter am Finanzgericht München.
In seinen verschiedenen Funktionen setzte sich Mühlhauser stark für die Interessen der Bauern im Landkreis Altötting ein. Dafür wurde ihm am 16. Mai 2001 vom bayerischen Landwirtschaftsminister Josef Miller das Verdienstkreuz am Bande des Verdienstordens der Bundesrepublik Deutschland verliehen. Mit Tatkraft, Idealismus und ausgeprägtem menschlichen Verständnis habe er sich für die bayerische Landwirtschaft eingesetzt und dabei Großartiges geleistet. In zahlreichen Veranstaltungen habe Mühlhauser auf aktuelle Themen in der Landwirtschaft hingewiesen und die Probleme der bäuerlichen Familien in das Bewusstsein der Öffentlichkeit gerückt.
| Personendaten    | Personendaten     |
| ---------------- | ----------------- |
| NAME             | Mühlhauser, Eugen |
| KURZBESCHREIBUNG | bayerischer Bauer |
| GEBURTSDATUM     | 20. Jahrhundert   |
| GEBURTSORT       | Hausen            |